# Mobilitätshilfenverordnung
Die Mobilitätshilfenverordnung (MobHV) regelte die Verwendung von Mobilitätshilfen auf öffentlichen Straßen in Deutschland. Sie wurde am 15. Juni 2019 durch die Elektrokleinstfahrzeuge-Verordnung abgelöst.

## Geschichte
Aufgrund des verstärkten Aufkommens von Mobilitätshilfen in Deutschland, insbesondere von Segways, wurden in einzelnen Bundesländern unterschiedliche verkehrsrechtliche Regelungen getroffen, so dass schließlich eine bundeseinheitliche Vorschrift vom Bundesrat erwünscht war.
Am 15. Juni 2019 wurde die Mobilitätshilfenverordnung durch die Elektrokleinstfahrzeuge-Verordnung abgelöst.

## Regelungsgehalt
Die MobHV betraf Fahrzeuge mit elektrischem Antrieb und einer bauartbedingten Höchstgeschwindigkeit von nicht mehr als 20 km/h (§ 1 MobHV). Mobilitätshilfen, welche die in § 1 Abs. 1 MobHV festgelegten technischen Merkmale aufwiesen, waren Kraftfahrzeuge im Sinne der Straßenverkehrs-Ordnung (StVO). Sie durften nur nach Maßgabe von §§ 2–7 MobHV auf öffentlichen Straßen geführt werden. Die persönliche Berechtigung ergab sich aus der Fahrerlaubnis-Verordnung (FeV); daher war mindestens eine Prüfbescheinigung zum Führen von Mofas mitzuführen. Grundsätzlich galten die Vorschriften der StVO, wobei nur das Befahren von Radwege oder Radfahr- oder Schutzstreifen und – falls sie fehlten – hilfsweise von Fahrbahnen, außerhalb geschlossener Ortschaften jedoch nicht von Bundes-, Landes- oder Kreisstraßen gestattet war.